# Stor-Bodvalltjärnen
Stor-Bodvalltjärnen är en sjö i Sollefteå kommun i Ångermanland och ingår i Ångermanälvens huvudavrinningsområde. Sjön har en area på 0,0693 kvadratkilometer och ligger 331,9 meter över havet.

## Delavrinningsområde
Stor-Bodvalltjärnen ingår i det delavrinningsområde (707705-154471) som SMHI kallar för Mynnar i Betarsjön. Medelhöjden är 273 meter över havet och ytan är 19,44 kvadratkilometer. Räknas de 21 avrinningsområdena uppströms in blir den ackumulerade arean 159,54 kvadratkilometer. Rinnån som avvattnar avrinningsområdet har biflödesordning 3, vilket innebär att vattnet flödar genom totalt 3 vattendrag innan det når havet efter 133 kilometer. Avrinningsområdet består mestadels av skog (81 procent). Avrinningsområdet har 0,07 kvadratkilometer vattenytor vilket ger det en sjöprocent på 0,4 procent.